# Arbeitsunfähigkeit
Arbeitsunfähigkeit (in Österreich Krankenstand) ist im Arbeits- und Sozialrecht ein unbestimmter Rechtsbegriff, wonach ein Arbeitnehmer wegen Krankheit seine zuletzt ausgeübten Arbeitsaufgaben nicht mehr oder nur unter der Gefahr der Verschlimmerung der Erkrankung ausführen kann. Gegensatz ist die Arbeitsfähigkeit. Nicht jede Krankheit führt zur Arbeitsunfähigkeit und Arbeitsunfähigkeit ist nicht gleichbedeutend mit Leistungsunfähigkeit.

## Allgemeines
Die Arbeitsunfähigkeit entbindet die Arbeitspersonen von der im Arbeitsvertrag vorgesehenen grundsätzlichen Arbeitspflicht. Die Arbeitsunfähigkeit setzt eine Krankheit voraus, die sowohl auf medizinische als auch auf psychologische oder geistig-mentale Ursachen zurückzuführen sein kann. Im März 1958 definierte der Bundesgerichtshof (BGH) die Krankheit als „jede Störung der normalen Beschaffenheit oder der normalen Tätigkeit des Körpers, die geheilt, d. h. beseitigt oder gelindert werden kann.“ Nach der Auffassung des Bundessozialgerichts (BSG) vom Oktober 1972 wird im Kranken- und Unfallversicherungswesen unter Krankheit „ein regelwidriger Körper- oder Geisteszustand, der ärztlicher Behandlung bedarf und/oder Arbeitsunfähigkeit zur Folge hat“ verstanden. Dadurch ist der medizinische Krankheitsbegriff nicht deckungsgleich mit dem sozialrechtlichen.
Die Erkrankung steht im kausalen Zusammenhang mit der Arbeitsunfähigkeit, die arbeitsrechtlich den Arbeitnehmer daran hindert, seine arbeitsvertraglich vorgesehene Arbeitsleistung zu erbringen. Wegen der in einigen Ländern vorhandenen Entgeltfortzahlung im Krankheitsfall hat der Arbeitgeber ein Interesse daran, dass die – subjektiv durch den Arbeitnehmer empfundene – Arbeitsunfähigkeit objektiv durch Ärzte bestätigt und bescheinigt wird. Für das Bundesarbeitsgericht (BAG) ist hierbei nicht auszuschließen, dass der Arbeitnehmer bei bestimmten Krankheitsbildern subjektive Beschwerden schildert, die zwar durch Untersuchungen nicht objektivierbar sind, den Arzt aber gleichwohl veranlassen könnten, eine Arbeitsunfähigkeit zu bescheinigen. „Deshalb ist nicht von der Hand zu weisen, dass ärztliche Atteste, die eine Arbeitsunfähigkeit bescheinigen, unrichtig oder missbräuchlich erstellt oder erlangt sind, so dass ihnen unter Zugrundelegung der anzuwendenden deutschen Vorschriften nicht ein absoluter Beweiswert beigelegt werden kann“.

## Ursachen
Arbeitsunfähigkeit wird durch allgemeine Erkrankung, Berufskrankheit, Unfall (Betriebsunfall, Haushaltsunfall, Sportunfall), Kur, oder den Schutz der Gesundheit begründet. Krankheitsbedingte Arbeitsunfähigkeit hat zur Folge, dass der Arbeitnehmer sich vom Betrieb fernzuhalten hat, damit etwaige Ansteckungsgefahren ausgeschlossen sind und der Schutz der Gesundheit der anderen Arbeitnehmer gewährleistet ist. Die Durchsetzung der Arbeitsunfähigkeit gehört auch zur Fürsorgepflicht des Arbeitgebers.
Häufigste Ursache für eine Arbeitsunfähigkeit bei gesetzlich Krankenversicherten (Stand 2009) sind Erkrankungen der Atemwege (24,7 % der Fälle), gefolgt von Erkrankungen der Muskeln bzw. des Skeletts (16,4 %), der Verdauungsorgane (11,1 %), Arbeitsunfähigkeit aufgrund von Verletzungen (8,7 %) und psychischen Erkrankungen (4,4 %). Nach einer anderen Quelle gehen die meisten Arbeitsunfähigkeitstage auf die Muskel-/Skelett-Erkrankungen zurück (22,9 % der Arbeitsunfähigkeitstage), gefolgt von akuten Verletzungen (11,8 %), Atemwegserkrankungen (11,4 %) und psychischen Erkrankungen (10,1 %). Ob, wie lange und wegen welcher Krankheit ein Arbeitnehmer arbeitsunfähig wird, werde von den Faktoren Alter, Geschlecht und Beruf beeinflusst. So seien die Ausfallzeiten bei Arbeitnehmern aus dem Dienstleistungsbereich sowie bei Banken und Versicherungen deutlich geringer als bei Arbeitnehmern, die Berufe mit hohen körperlichen Arbeitsbelastungen ausübten, beispielsweise in der Ver- und Entsorgung und in der industriellen Gießerei, aber auch bei Bus- und Straßenbahnfahrern oder Altenpflegern.
Seit 1991 stieg die Zahl der Krankheitstage durch psychische Störungen um etwa 33 %. Dieser Trend zu mehr psychischen Erkrankungen ist in der Arbeitsunfähigkeitsstatistik seit deren Einführung im Jahre 1976 zu beobachten (Stand: 2006).

## Rechtsfragen

### Allgemeines
Eine Arbeitsunfähigkeit setzt keine vollkommene Handlungsunfähigkeit (Bettlägerigkeit) voraus, sondern es genügt, wenn sie ein Hindernis bei der künftigen Leistungserbringung darstellt. Dabei ist es dem Arbeitnehmer unmöglich, die durch ihn zuletzt ausgeübten Aufgaben zu erfüllen; ob er trotzdem leichtere Tätigkeiten verrichten könnte, spielt keine Rolle. Auch bei einer teilweise verminderten Arbeitsfähigkeit gilt der Arbeitnehmer als arbeitsunfähig krank; es gibt keine Teil-Arbeitsunfähigkeit. Der Arbeitnehmer ist während seiner Arbeitsunfähigkeit deshalb auch nicht daran gehindert, in seiner Freizeit Haus- und Familienarbeiten, Gartenarbeiten oder Freizeitsport durchzuführen. Untersagt ist jedoch alles, was die Genesung beeinträchtigt – auch das Jobben für einen anderen Arbeitgeber, sofern hierin ein genesungswidriges Verhalten zu erblicken ist. Allerdings kann anderweitige Arbeit während der Krankschreibung ein Indiz dafür sein, dass der Arbeitnehmer zwar krank, aber nicht arbeitsunfähig ist.

### Meldepflicht
Der Arbeitnehmer muss bei einer Erkrankung seine Arbeitsunfähigkeit unverzüglich, das heißt ohne schuldhaftes Zögern (§ 121 BGB), dem Arbeitgeber anzeigen und die voraussichtliche Dauer mitteilen. Dauert die Arbeitsunfähigkeit länger als drei Kalendertage an, ist sie nach § 5 Abs. 1 Satz 2 EFZG durch Vorlage einer entsprechenden ärztlichen Arbeitsunfähigkeitsbescheinigung („Attest“) nachzuweisen.
Diese weiterhin geltende Bestimmung ist wegen der seit Januar 2021 geltenden elektronischen Krankmeldung nur noch selten anwendbar. In § 295 Abs. 1 Satz 1 SGB V ist ein einheitliches und verbindliches elektronisches Verfahren zur Übermittlung von Arbeitsunfähigkeitsdaten durch die Ärzte an die Krankenkassen geregelt, das die bisherigen, der Krankenkasse vorzulegenden, papiergebundenen durch elektronische Arbeitsunfähigkeitsbescheinigungen ersetzt. In diesem Zusammenhang wurde gesetzlich klargestellt, dass die Pflicht zur Übermittlung dieser Daten an die Krankenkassen den Ärzten und Einrichtungen obliegt, welche die Arbeitsunfähigkeit feststellen. Seit Januar 2023 ist der Arbeitnehmer nicht mehr verpflichtet, die Arbeitsunfähigkeitsbescheinigung dem Arbeitgeber vorzulegen (§ 5 Abs. 1a EFZG). Diese übermittelt der Arzt an die Krankenkasse, und der Arbeitgeber ruft die Daten bei der Krankenkasse ab. Damit ist nur die Nachweispflicht entfallen. Unverändert bleibt die Verpflichtung des Arbeitnehmers zur unverzüglichen Mitteilung der Arbeitsunfähigkeit und deren voraussichtliche Dauer an den Arbeitgeber (Anzeigepflicht).
Die Arbeitsunfähigkeitsbescheinigung muss nach § 49 Abs. 1 Nr. 5 SGB V innerhalb einer Woche bei der Krankenkasse eingegangen sein. Ist der Meldetag arbeitsfrei, ist die Einreichung am nächsten Werktag statthaft (§ 193 BGB). Arbeitsunfähigkeit liegt also im engeren Sinne vor, wenn der Arbeitnehmer dem Arbeitgeber ein „Attest“ eines Arztes vorlegt. Der Arbeitgeber ist berechtigt, die Vorlage der ärztlichen Bescheinigung auch früher zu verlangen. Dies darf er sogar von einem einzelnen Mitarbeiter – etwa, weil dieser im Verdacht steht, „blau zu machen“. Auch nach Ablauf des sechswöchigen Entgeltfortzahlungszeitraums sind Arbeitnehmer zum Nachweis ihrer Arbeitsunfähigkeit durch Vorlage einer ärztlichen Arbeitsunfähigkeitsbescheinigung verpflichtet. Dem BAG zufolge „spricht viel dafür, dass die Pflichten aus § 5 Abs. 1 EFZG einen Arbeitnehmer auch während solcher Zeiten treffen, für die er nach § 3 Abs. 1 EFZG keine Entgeltfortzahlung (mehr) beanspruchen kann. Das gilt zumindest im ungekündigten Arbeitsverhältnis, zu dem im Fall der ordentlichen Kündigung auch Zeiten vor dem Kündigungstermin zählen“.
Die gesetzlichen Krankenversicherungen in Deutschland führen für ihre Versicherten ein Register der gemeldeten Arbeitsunfähigkeits-Zeiten mit dazu gemeldeten Diagnosen. Für Leistungen zur Teilhabe am Arbeitsleben übermitteln sie einen Auszug in Form des „Arbeitsunfähigkeits- und Diagnosen-Belegs“ (AUD-Beleg) an den Leistungsträger (meist die Rentenversicherung).

### Kontrolle durch den Arbeitgeber
Da Ärzte nicht bei jedem vom Patienten geschilderten Krankheitsbild zwischen „echter“ und „vorgetäuschter“ Krankheit unterscheiden können, und um gegen „Gefälligkeitsatteste“ vorzugehen, dürfen beim Arbeitgeber auch Zweifel über die Beweiskraft eines Attestes aufkommen. Hierbei kann der Arbeitgeber auf die Unterstützung durch die Krankenkassen oder den Amtsarzt zurückgreifen.
Das Attest mit der ärztlichen Feststellung der Arbeitsunfähigkeit hat lediglich die Bedeutung eines medizinischen Gutachtens für die Entscheidung über den Entgeltfortzahlungsanspruch. Die Krankenkassen sind gemäß § 275 Abs. 1 Nr. 3b SGB V verpflichtet, bei Arbeitsunfähigkeit zur Beseitigung von Zweifeln an der Arbeitsunfähigkeit eine gutachtliche Stellungnahme des Medizinischen Dienstes der Krankenversicherung einzuholen. Diese Zweifel an der Arbeitsunfähigkeit sind gemäß § 275 Abs. 1a SGB V insbesondere in Fällen anzunehmen, in denen Arbeitnehmer auffällig häufig oder auffällig häufig nur für kurze Dauer arbeitsunfähig sind oder der Beginn der Arbeitsunfähigkeit häufig auf einen Arbeitstag am Beginn oder am Ende einer Woche fällt oder die Arbeitsunfähigkeit von einem Arzt festgestellt worden ist, der durch die Häufigkeit der von ihm ausgestellten Bescheinigungen über Arbeitsunfähigkeit auffällig geworden ist. Die Prüfung hat unverzüglich nach Vorlage der ärztlichen Feststellung über die Arbeitsunfähigkeit zu erfolgen. Der Arbeitgeber kann verlangen, dass die Krankenkasse eine gutachtliche Stellungnahme des Medizinischen Dienstes zur Überprüfung der Arbeitsunfähigkeit einholt. Die Krankenkasse kann von einer Beauftragung des Medizinischen Dienstes absehen, wenn sich die medizinischen Voraussetzungen der Arbeitsunfähigkeit eindeutig aus den der Krankenkasse vorliegenden ärztlichen Unterlagen ergeben.
Die mutmaßliche Nutzung der Arbeitsunfähigkeit zu Privatzwecken (vergrößerte Freizeit) kann nach dem Verständnis des § 275 Abs. 1a SGB V angenommen werden, wenn die Abwesenheitsquote eines bestimmten Arbeitnehmers über 50 % der Quote der Kollegen innerhalb derselben Abteilung liegt; dann ist stets von einem „auffälligen Verhalten“ auszugehen. Diese gegenüber Attesten kritische Haltung von Gesetz und Rechtsprechung kann Fehlzeiten oder Absentismus zwar nicht völlig ausschließen, aber weitgehend verringern.

### Rechtsfolgen
Wird ein Arbeitnehmer durch Arbeitsunfähigkeit infolge Krankheit an seiner Arbeitsleistung verhindert, ohne dass ihn ein Verschulden trifft, so hat er Anspruch auf Entgeltfortzahlung im Krankheitsfall durch den Arbeitgeber für die Zeit der Arbeitsunfähigkeit bis zur Dauer von sechs Wochen (§ 3 Abs. 1 EFZG).
Tritt der Arbeitnehmer die Arbeit nicht an und kann er hierfür keine triftigen Gründe vorbringen, so liegt eine Leistungsstörung vor. Durch unberechtigte Fehlzeiten versäumte Arbeitszeit führt im Regelfall zur Teilunmöglichkeit der Erfüllung, die gemäß § 313 Abs. 1 BGB den Arbeitgeber berechtigt, den der Fehlzeit entsprechenden Arbeitslohn einzubehalten oder zurückzufordern. Es besteht auch die Gefahr der Abmahnung oder gar Arbeitsverweigerung, die den Arbeitgeber dazu berechtigen kann, den Arbeitsvertrag zu kündigen.

## Arbeitsunfähigkeit im Sozialrecht
Arbeitslose sind arbeitsunfähig, wenn sie aufgrund einer Erkrankung

„nicht mehr in der Lage sind, leichte Arbeiten in einem zeitlichen Umfang zu verrichten, für den sie sich bei der Agentur für Arbeit zur Verfügung gestellt haben. ²Dabei ist es unerheblich, welcher Tätigkeit […] der Versicherte vor der Arbeitslosigkeit nachging.“

„Erwerbsfähige Leistungsberechtigte, die Leistungen zur Sicherung des Lebensunterhalts nach dem SGB II (Grundsicherung für Arbeitsuchende – „Hartz IV“) beantragt haben oder beziehen, sind arbeitsunfähig, wenn sie krankheitsbedingt nicht in der Lage sind, mindestens drei Stunden täglich zu arbeiten oder an einer Eingliederungsmaßnahme teilzunehmen.“

## Leistungen bei Arbeitsunfähigkeit
Nach dem Entgeltfortzahlungsgesetz haben Arbeitnehmer bei unverschuldeter Arbeitsunfähigkeit Anspruch auf Fortzahlung ihres Arbeitsentgeltes bis zur Dauer von sechs Wochen. Das gilt noch nicht während der ersten vier Wochen des Arbeitsverhältnisses. Entgeltfortzahlung steht auch Arbeitnehmern zu, die eine geringfügige Beschäftigung ausüben. Kein Anspruch auf Entgeltfortzahlung besteht bei Arbeitsunfähigkeit infolge medizinisch nicht indizierter Tätowierungen, Piercings oder Schönheitsoperationen, denn der Arbeitgeber hat nur das normale Krankheitsrisiko des Arbeitnehmers zu tragen.
Wird keine Entgeltfortzahlung gezahlt oder ist diese abgelaufen, haben gesetzlich krankenversicherte Arbeitnehmer Anspruch auf Krankengeld von der Krankenkasse bis zur Höchstdauer von 78 Wochen (für die gleiche Erkrankung binnen eines Gesamtrahmens von drei Jahren). Solange der versicherte Arbeitnehmer Entgeltfortzahlung vom Arbeitgeber erhält, ruht der Krankengeldanspruch mit der Folge, dass er etwa nach sechswöchiger Entgeltfortzahlung nur noch bis zu 72 Wochen Krankengeld beanspruchen kann.
Ist die Arbeitsunfähigkeit Folge eines Arbeitsunfalles oder einer Berufskrankheit, tritt an die Stelle des Krankengeldes das Verletztengeld durch den Träger der Unfallversicherung, zum Beispiel die jeweilige Berufsgenossenschaft. Anspruch auf Verletztengeld können auch geringfügig Beschäftigte haben, die kein Krankengeld erhalten, denn sie sind als Arbeitnehmer zwar unfallversichert, aber nicht krankenversichert.
Aufgrund eines Tarifvertrages (zum Beispiel im öffentlichen Dienst nach § 22 TVöD) können Arbeitnehmer Anspruch auf Zahlung eines Zuschusses zum Kranken- oder Verletztengeld durch den Arbeitgeber haben. Dieser ist oft nach der Beschäftigungsdauer gestaffelt.
Alternativ lässt sich auch ein privates Krankentagegeld oder eine Arbeitsunfähigkeits-Klausel in der privaten Berufsunfähigkeitsversicherung vereinbaren (beispielsweise für privat Krankenversicherte, die keinen Anspruch auf gesetzliches Krankengeld haben). Derartige Leistungen werden allerdings nur bei vollständiger Arbeitsunfähigkeit ausgezahlt.

## Arbeitsunfähigkeit während des Urlaubs oder im Ausland
Die Anzeigepflicht gilt auch bei Arbeitsunfähigkeit im Urlaub. Hierbei wird wegen der Postlaufzeit das Attest nicht binnen vier Tagen vorliegen können. Individuelle Absprachen sind daher sinnvoll, z. B. Übermittlung per Fax aus dem Hotel oder Übergabe unverzüglich nach Urlaubsrückkehr. Ausländische Arbeitsunfähigkeitsbescheinigungen müssen bestimmten Anforderungen genügen. Durch die Krankheitstage verlängert sich der Urlaub nicht automatisch, vielmehr muss der Arbeitnehmer, wenn er wieder arbeitsfähig ist, zum vorgesehenen Zeitpunkt wieder mit der Arbeit beginnen. Die Tage nachgewiesener Arbeitsunfähigkeit dürfen nicht auf den Urlaub angerechnet werden.

## Eingliederung nach Langzeiterkrankung
Bei längerer Erkrankung kann eine Phase der Arbeitserprobung notwendig werden. Über den Weg der „stufenweisen Wiedereingliederung“ wird der Arbeitnehmer mit Einverständnis des Erkrankten, der Krankenkasse und des Arbeitgebers individuell, das heißt je nach Krankheit und bisheriger Arbeitsunfähigkeitsdauer schonend, aber kontinuierlich an die Belastungen seines Arbeitsplatzes herangeführt. Währenddessen gilt der Betroffene weiterhin als arbeitsunfähig (und bezieht in der Regel weiterhin Krankengeld). Oft gehen diesem Verfahren Gespräche mit dem Betriebsarzt voraus, in deren Zusammenhang auch geprüft wird, ob und inwieweit z. B. technische Hilfen am Arbeitsplatz notwendig werden. Der Arbeitgeber muss nach § 167 Abs. 2 Satz 1 SGB IX bei ununterbrochener oder wiederholter Arbeitsunfähigkeit von mehr als sechs Wochen Dauer innerhalb eines Jahres ein so genanntes Betriebliches Eingliederungsmanagement durchführen.

## International
Wer wegen einer Krankheit oder eines Unfalls seinen Beruf nicht ausüben kann, kann auch in Österreich in Krankenstand gehen und in der Regel Krankengeld erhalten. Ob eine Arbeitsunfähigkeit aufgrund einer Erkrankung vorliegt, entscheidet auch hier der behandelnde Arzt. Im Krankenstand darf der Arbeitnehmer nichts tun, was das Gesundwerden verzögern könnte. In den ersten 5 Jahren haben Arbeiter Anspruch auf 6 Wochen volles und 4 Wochen halbes Entgelt pro Arbeitsjahr. Zusätzlich haben Arbeiter für jeden Arbeitsunfall einen Anspruch auf jeweils maximal 8 Wochen (bzw. 10 Wochen nach 15 Arbeitsjahren) volles Entgelt. Angestellte haben in den ersten 5 Jahren Anspruch auf 6 Wochen volle und 4 Wochen halbe Entgeltfortzahlung. Erkranken Angestellte innerhalb von 6 Monaten erneut, so bekommen sie noch einmal 6 Wochen 50 % Entgeltfortzahlung und 4 Wochen 25 % Entgeltfortzahlung. Im Juli 2018 erfolgte eine Gleichsetzung von Arbeitern und Angestellten bei der Dauer der Entgeltfortzahlung im Krankenstand und den Dienstverhinderungsgründen des Arbeitnehmers.
In der Schweiz versteht das Gesetz unter Arbeitsunfähigkeit „die durch eine Beeinträchtigung der körperlichen, geistigen oder psychischen Gesundheit bedingte, volle oder teilweise Unfähigkeit, im bisherigen Beruf oder Aufgabenbereich zumutbare Arbeit zu leisten. Bei langer Dauer wird auch die zumutbare Tätigkeit in einem anderen Beruf oder Aufgabenbereich berücksichtigt“ (Art. 6 Bundesgesetz über den Allgemeinen Teil des Sozialversicherungsrechts). Der Arbeitnehmer muss – je nach Bestimmung des Arbeitsvertrags – meistens erst ab dem dritten Arbeitstag ein Arztzeugnis vorlegen, manchmal bereits ab dem ersten Tag. Bei teilweiser Arbeitsunfähigkeit muss das Arztzeugnis Auskunft darüber geben, wie viele Stunden der Arbeitnehmer arbeiten darf. Eine Kündigung während der Arbeitsunfähigkeit ist im ersten Dienstjahr während 30 Tagen, ab zweitem bis und mit fünftem Dienstjahr während 90 Tagen und ab sechstem Dienstjahr während 180 Tagen sowie während der Schwangerschaft und in den 16 Wochen nach der Niederkunft einer Arbeitnehmerin ausgeschlossen.
In Schweden gibt es bereits seit 1990 Teilkrankschreibungen, danach führten sie auch Dänemark, Norwegen und Finnland ein.

## Statistik
In Deutschland werden jährlich etwa 40 Millionen Arbeitsunfähigkeitsbescheinigungen ausgestellt, bei drei Prozent wird der Medizinische Dienst der Krankenkassen hinzugezogen, um sozialmedizinisch Stellung zu nehmen.
Kassenübergreifende Angaben zum Krankenstand sind in Deutschland ausschließlich in Form einer Statistik des Bundesministeriums für Gesundheit (BMG) verfügbar. Diese Statistik beruht auf Stichtagswerten zu Krankenständen jeweils am Monatsersten. Der tägliche Krankenstand in Deutschland liegt zwischen 3 % und 6,5 %. Der Unterschied innerhalb einer jeden Woche beträgt ein bis zwei Prozentpunkte: An Samstagen/Sonntagen/Feiertagen ist er besonders niedrig und steigt innerhalb einer Woche mit jedem anderen Werktag an. Innerhalb eines Jahres beträgt der Unterschied zwischen den Wochen-Höchstständen am letzten Arbeitstag der jeweiligen Woche zwei Prozentpunkte.
Zwischen 11 und 16 Tage Arbeitsunfähigkeit je Versicherungsjahr ermittelte die Techniker Krankenkasse in ihrem Bestand in den Jahren 2000 bis 2017. Dabei sind Frauen durchschnittlich 2 bis 3 Tage pro Jahr mehr arbeitsunfähig als Männer. Zwischen den Bundesländern mit den wenigsten Arbeitsunfähigkeitstagen pro Versicherten, Baden-Württemberg und Bayern, und denen mit den meisten, Brandenburg, Sachsen-Anhalt und Mecklenburg-Vorpommern, liegen mehr als 6 AU-Tage/Jahr/Versicherten.
Zwei von drei Arbeitsunfähigkeiten (67 %) dauern bis zu 7 Tage, nur eine von 20 Arbeitsunfähigkeiten (5 %) dauert länger als 6 Wochen, auf diese entfällt fast die Hälfte aller Arbeitsunfähigkeitstage.
Unter 40 Jahre alte Personen haben durchschnittlich 10 AU-Tage/Jahr, mit dem Alter steigt die durchschnittliche Anzahl der AU-Tage/Jahr, auf über 30 AU-Tage/Jahr bei über 60 Jahre alten Personen.
Der Krankenstand durch Erkältungskrankheiten lag im Wochenmittel in den Jahren 2000 bis 2017 bei durchgehend 0,2 % und ein bis zwei jährlichen Peaks von 0,7 bis 2,1 %, die jeweils mit den Grippewellen korrelieren. Etwa ein AU-Tag pro Versichertenjahr entfällt auf Erkältungskrankheiten.
Im Jahre 2016 gab es in Deutschland durchschnittlich 19,4 Tage Arbeitsunfähigkeit je AOK-Mitglied, dem höchsten Stand aller Zeiten. Dabei gab es die meisten Krankheitstage mit 31,8 in der Versorgung/Entsorgung, gefolgt von 30,4 (industrielle Gießerei), 29,3 (Straßenwärter), 27,9 (Bus- und Straßenbahnfahrer), 22,4 (öffentliche Verwaltung, Bundeswehr und Sozialversicherung) oder 22,3 Tage (Metallerzeugung). Die geringsten Fehlzeiten wiesen mit 4,4 Tagen die Hochschullehrer und -Forschung auf, gefolgt von 7,3 (Ärzte), 9,4 (Geschäftsführer und Vorstände), 12,4 (Information und Kommunikation) und 13,8 (Finanzwesen und Versicherungen). Über dem Durchschnitt lagen die Bundesbeamten (20,8 Tage). Im Jahre 2017 entfielen bei der DAK-Gesundheit 21,8 % aller Fälle der Arbeitsunfähigkeit auf das Muskel-Skelett-System, 10,4 % auf Infektionen.
International führt Mexiko weltweit mit 27,6 Tagen. Die OECD registrierte im Jahre 2014 folgende Fehltage in Europa: Schweden 19,0, Deutschland 18,3, Norwegen 16,2, Polen 14,2, Luxemburg 11,8 (dies ist auch der Durchschnitt der EU-Mitgliedstaaten), Niederlande 10,0, Österreich 9,9, Schweiz 8,8 oder Frankreich 8,3 Fehltage.